# Wilsonville (Alabama)
Wilsonville é uma cidade  localizada no estado americano de Alabama, no Condado de Shelby.

## Demografia
Segundo o censo americano de 2000, a sua população era de 1551 habitantes.
Em 2006, foi estimada uma população de 1786, um aumento de 235 (15.2%).

## Geografia
De acordo com o United States Census Bureau, a localidade tem uma área de 28,4 km², dos quais 25,5 km² cobertos por terra e 2,9 km² cobertos por água. Wilsonville localiza-se a aproximadamente 124 m acima do nível do mar.

## Localidades na vizinhança
O diagrama seguinte representa as localidades num raio de 24 km ao redor de Wilsonville.